# Grauarmmakak

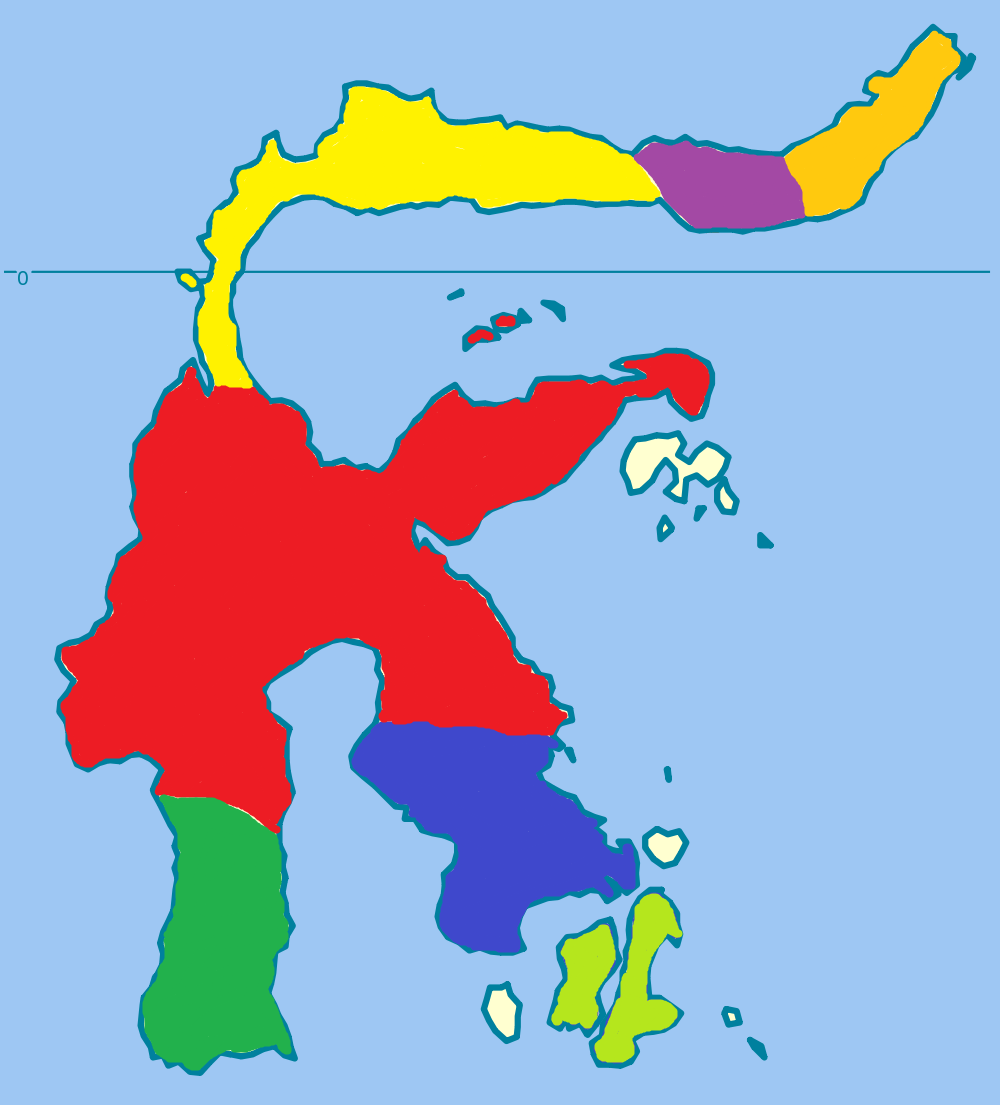
Blau das Verbreitungsgebiet des Grauarmmakaken

Der Grauarmmakak (Macaca ochreata) ist eine Primatenart aus der Gattung der Makaken innerhalb der Familie der Meerkatzenverwandten (Cercopithecidae). Er ist auf der zu Indonesien gehörenden Insel Sulawesi (Celebes) endemisch und lebt dort auf der südöstlichen Halbinsel (Provinz Sulawesi Tenggara), die Nominatform auf dem Festland und die Unterart Macaca ochreata brunnescens auf den Inseln Buton und Muna. Beide wurden erst vor etwa 10.000 Jahren durch den Anstieg des Meeresspiegels am Ende der letzten Eiszeit voneinander getrennt.

## Merkmale
Grauarmmakaken erreichen eine Kopfrumpflänge von 48 bis 59 (Männchen) bzw. 40 bis 46 (Weibchen) Zentimeter, wozu noch ein 4 bis 6  (Männchen) bzw. 3 bis 5 (Weibchen) Zentimeter langer Schwanz kommt. Das Gewicht männlicher Affen liegt bei 6 bis 9 kg, Weibchen kommen auf ein Gewicht von 3 bis 5 kg. Grauarmmakaken verdanken ihren Namen dem ockergrau gefärbten Armen. Die Unterbeine sind ebenfalls grau gefärbt, weswegen sie auf Englisch Booted Macaque („Gestiefelter Makak“) genannt werden. Das restliche Fell ist dunkelgrau oder schwarz gefärbt, ebenso das unbehaarte Gesicht. Die Unterart M. o. brunnescens, die in letzter Zeit oft als eigenständige Art gelistet wird, ist heller gefärbt als die Nominatform und hat ein kürzeres Gesicht.

## Lebensraum und Lebensweise
Diese Primaten bewohnen den Südosten Sulawesis, ihr Lebensraum sind tropische Regenwälder, baumreiche Savannen und Mangroven. Über ihre Lebensweise ist wenig bekannt. Wie die meisten Makakenarten leben sie in gemischten Gruppen zusammen, die aus mehreren Männchen, Weibchen und Jungtieren bestehen. Sie sind tagaktiv und leben vorwiegend auf den Bäumen, halten sich jedoch manchmal auch am Boden auf. Die Nahrung der Grauarmmakaken besteht aus Früchten, Bambusschösslingen, Blättern und zu einem geringen teil auch von Insekten oder anderen Wirbellosen. Manchmal fallen sie auch auf Plantagen ein und verzehren Feldfrüchte, wie Süßkartoffeln, Kakao, Bananen oder Mais. Unter den wild wachsenden Früchten, die konsumiert werden, sind die des Kapokbaums und Feigen.

## Gefährdung
Die IUCN schätzt den Bestand der Art als gefährdet (Vulnerable) ein. Wie viele andere Tiere Sulawesis wird sie durch Waldrodungen in Mitleidenschaft gezogen. Von der Nominatform sollen noch etwa 70.000 Exemplare existieren, während der Bestand der Unterart Macaca ochreata brunnescens auf 40.000 Individuen geschätzt wird. Letztere ist auf Muna möglicherweise inzwischen ausgestorben, da die Insel komplett entwaldet wurde. Beide Unterarten kommen in verschiedenen Schutzgebieten vor, die Nominatform unter anderem im Nationalpark Rawa Aopa Watumohai.